# Liechtenstein az 1976. évi nyári olimpiai játékokon
Liechtenstein a kanadai Montréalban megrendezett 1976. évi nyári olimpiai játékok egyik részt vevő nemzete volt. Az országot az olimpián 2 sportágban 6 sportoló képviselte, akik érmet nem szereztek.

## Atlétika
Férfi
| Versenyző      | Versenyszám | Előfutam | Előfutam | Előfutam | Elődöntő | Elődöntő | Elődöntő | Döntő   | Döntő    |
| Versenyző      | Versenyszám | Idő      | Hely.    | Össz.    | Idő      | Hely.    | Össz.    | Idő     | Helyezés |
| -------------- | ----------- | -------- | -------- | -------- | -------- | -------- | -------- | ------- | -------- |
| Günther Hasler | 800 m       | 1:48,83  | 5.       | 27.      | kiesett  | kiesett  | kiesett  | kiesett | kiesett  |
| Günther Hasler | 1500 m      | 3:39,34  | 7.       | 12.      | kiesett  | kiesett  | kiesett  | kiesett | kiesett  |

Női
| Versenyző    | Versenyszám | Előfutam | Előfutam | Előfutam | Negyeddöntő | Negyeddöntő | Negyeddöntő | Elődöntő | Elődöntő | Elődöntő | Döntő   | Döntő    |
| Versenyző    | Versenyszám | Idő      | Hely.    | Össz.    | Idő         | Hely.       | Össz.       | Idő      | Hely.    | Össz.    | Idő     | Helyezés |
| ------------ | ----------- | -------- | -------- | -------- | ----------- | ----------- | ----------- | -------- | -------- | -------- | ------- | -------- |
| Helen Ritter | 200 m       | 26,15    | 7.       | 35.      | kiesett     | kiesett     | kiesett     | kiesett  | kiesett  | kiesett  | kiesett | kiesett  |
| Helen Ritter | 400 m       | 58,52    | 6.       | 37.      | kiesett     | kiesett     | kiesett     | kiesett  | kiesett  | kiesett  | kiesett | kiesett  |
| Maria Ritter | 800 m       | 2:14,39  | 7.       | 34.      |             |             |             | kiesett  | kiesett  | kiesett  | kiesett | kiesett  |

## Cselgáncs
| Versenyző           | Versenyszám  | Csoport | Selejtező         | 32-es főtábla            | Nyolcaddöntő      | Negyeddöntő       | Elődöntő          | Vigaszág negyeddöntő | Vigaszág elődöntő | Bronz- mérkőzés   | Döntő             | Helyezés |
| Versenyző           | Versenyszám  | Csoport | Ellenfél Eredmény | Ellenfél Eredmény        | Ellenfél Eredmény | Ellenfél Eredmény | Ellenfél Eredmény | Ellenfél Eredmény    | Ellenfél Eredmény | Ellenfél Eredmény | Ellenfél Eredmény | Helyezés |
| ------------------- | ------------ | ------- | ----------------- | ------------------------ | ----------------- | ----------------- | ----------------- | -------------------- | ----------------- | ----------------- | ----------------- | -------- |
| Fritz Kaiser        | Középsúly    | A       |                   | Walter Huber (VEN) · V   | kiesett           | kiesett           | kiesett           |                      |                   |                   |                   | 19.      |
| Paul Büchel         | Félnehézsúly | B       | erőnyerő          | Antoni Reiter (POL) · V  | kiesett           | kiesett           | kiesett           |                      |                   |                   |                   | 18.      |
| Hans-Jakob Schädler | Nehézsúly    | B       |                   | Abdoulaye Kote (SEN) · V | kiesett           | kiesett           | kiesett           |                      |                   |                   |                   | 17.      |
| Hans-Jakob Schädler | Nyílt        | A       |                   | James Wooley (USA) · V   | kiesett           | kiesett           | kiesett           |                      |                   |                   |                   | 16.      |